# الدوري الأمريكي لكرة القدم 2000
الدوري الأمريكي لكرة القدم 2000 (بالإنجليزية: 2000 Major League Soccer season)‏ هو الموسم 5 من  الدوري الأمريكي لكرة القدم. أقيم خلال الفترة 2000 وحتى 15 أكتوبر 2000، وكان عدد الأندية المشاركة فيه  12، وفاز فيه سبورتينغ كانساس سيتي.